# ベルナール＝アンリ・レヴィ
ベルナール＝アンリ・レヴィ（Bernard-Henri Lévy, フランス語発音: [bɛʁnaʁ ɑ̃ʁi ʒɔʁʒ levi]、1948年11月5日 - ）は、フランスの哲学者、小説家、映画製作者、コラムニスト。1976年に『新哲学派』（nouveaux philosophes、1968年五月革命を経験した若い世代の哲学者の総称）と呼ばれた人物の一人。しばしば氏名を短縮してBHLと呼ばれる。

## 来歴
フランス領アルジェリア、地中海岸の町ベニ・サーフで、セファルディム家系の家に生まれた。1954年に一家は本国へ帰国しヌイイ＝シュル＝セーヌで暮らし、アフリカから木材を輸入する事業を興した。リセ・パストゥール、リセ・ルイ＝ル＝グランをへて、1968年に高等師範学校へ入学、ジャック・デリダ、ルイ・アルチュセールのもとで学んだ。1971年、アグレガシオンを取得した。同じ年、バングラデシュにわたりバングラデシュ独立戦争を取材、帰国後の1973年に初の著作 Bangla-Desh, Nationalisme dans la révolution を出版した。帰国後、ストラスブール大学で認識論を教え、高等師範学校で哲学を講義した。1976年まで、フランソワ・ミッテランのアドバイザーを務めていた。
1980年、非政府組織『飢餓に対する行動』（Action Against Hunger）をマレク・アルテール、ジャック・アタリ、フランソワーズ・ジルー、アルフレッド・カストレル、ギ・ソルマンらと結成した。
1984年、小説 Le Diable en tête でメディシス賞を受賞した。
2003年のイラク戦争では支持を表明して物議をかもした。
2011年のリビア内戦の際には、反カダフィ派への支援を惜しまず、旧知の仲であったフランス大統領ニコラ・サルコジにカダフィ政権打倒を目指す国民評議会議長ムスタファ・モハメド・アブドルジャリルとの会談を進言した。サルコジはこの進言を受け入れ、アブドルジャリルと会談を行った上で国民評議会をリビアの合法政権として政府承認した。

## 著書（日本語訳）
- 『人間の顔をした野蛮』La barbarie à visage humain。西永良成訳、早川書房, 1989
- 『フランス・イデオロギー』Idéologie française。内田樹訳、国文社, 1981
- 『危険な純粋さ』La pureté dangereuse。立花英裕訳、紀伊國屋書店, 1996
- 『サルトルの世紀』Le siècle de Sartre。石崎晴己・三宅京子・澤田直・黒川学訳、藤原書店, 2005
- 『だれがダニエル・パールを殺したか？』Qui a tué Daniel Pearl ?。山本知子訳、NHK出版, 2005
- 『アメリカの眩暈 ― フランス人哲学者が歩いた合衆国の光と陰』American Vertigo。宇京頼三訳、早川書房, 2006
- 『男と女・愛をめぐる十の対話』Les Hommes et les femmes フランソワーズ・ジルーとの共著、三好郁朗訳、東京創元社, 1995